# Jessika Carr
Jessika Heiser (Baltimore, 25 de junho de 1991) é uma árbitra e lutadora profissional americana. Ela trabalha atualmente para a WWE, onde atua na marca Raw como árbitra sob o nome de ringue Jessika Carr, além de lutar pela marca Evolve como Kalyx. Após assinar com a empresa em 2017, Heiser se tornou a primeira árbitra feminina da WWE desde a década de 1980. Ela também é conhecida pelos nomes de ringue Jessie Kaye e Kennadi Brink no circuito independente. Ela trabalhou regularmente para a Maryland Championship Wrestling.

## Início de vida
Quando adolescente, Heiser estava acima do peso; ela creditou seu amor pela luta livre e o desejo de se tornar uma lutadora como "sua fuga" e a inspiração para mudar. Com a ajuda de um lutador profissional local, que estava sob contrato de desenvolvimento com a WWE, ela conseguiu perder mais de 27 kg e se tornar uma atleta.

## Carreira na luta livre profissional

### Lutadora (2011–2017, 2025–presente)
Em julho de 2010, Heiser começou a treinar regularmente na Duane Gill's Academy of Professional Wrestling, em Severn, Maryland. Em 28 de abril de 2012, ela conquistou o Campeonato Feminino da DCW sob o nome de ringue Jessie Kaye. Em 2 de junho de 2013, ela se tornou a primeira campeã Vixen's da VOW. Em 7 de setembro de 2013, ela se tornou a primeira campeã feminina da ECWA. No episódio de 21 de outubro de 2016 do Women of Honor, Heiser fez sua estreia na Ring of Honor sob o nome de ringue Kennadi Brink, em uma luta contra Rachael Ellering.

### Árbitra (2017–presente)

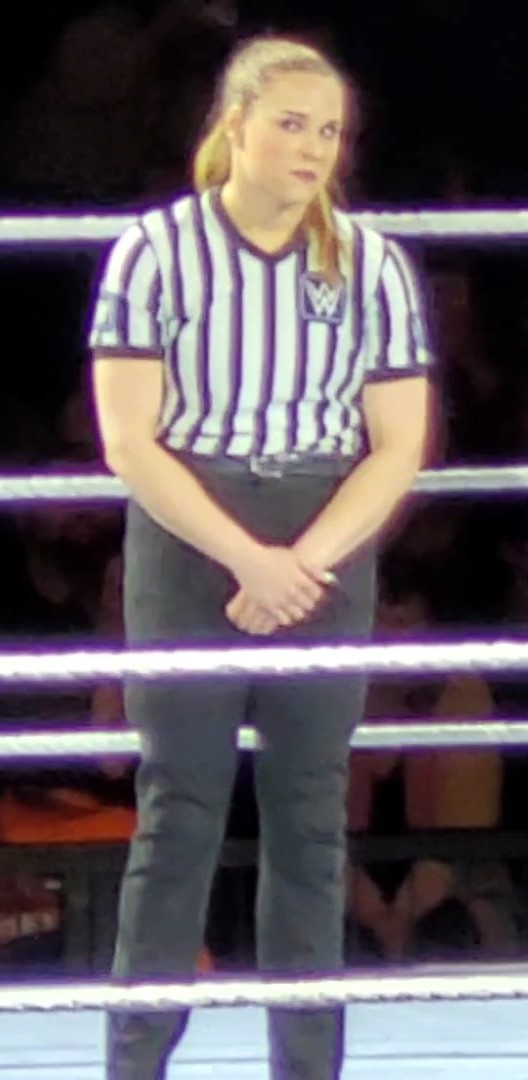
Carr em outubro de 2023.

Heiser assinou com a WWE em 2017 como árbitra, sob o nome de ringue Jessika Carr. Ela se tornou a primeira árbitra feminina da WWE desde Rita Chatterton na década de 1980. Em 21 de outubro de 2021, Heiser arbitrou no Crown Jewel, se tornando a primeira mulher a atuar como árbitra na Arábia Saudita, além de se tornar a primeira mulher a arbitrar uma luta Hell in a Cell.

## Vida pessoal
Heiser credita The Rock, The Undertaker, Trish Stratus e Mickie James como suas influências na luta livre profissional.

## Títulos e prêmios
- Dynamite Championship Wrestling
  - DCW Women's Championship (1 vez)[10]
- East Coast Wrestling Association
  - ECWA Women's Championship (1 vez)[6]
- Pro Wrestling Illustrated
  - PWI a colocou na #47ª posição das 50 melhores lutadoras individuais no PWI Female 50 em 2014[11]
- Vicious Outcast Wrestling
  - VOW Vixens Championship (1 vez)[5]